# 1725 en droit
Cet article présente les faits marquants de l'année 1725 en droit.

## Événements
- Restauration du système administratif des aïmaks en Mongolie. Un quatrième aïmak (ligue), celui de saïn-noïon (mn) est créé à côté de ceux du Tsetsen khan, du touchetou khan et du dzasaktou khan[1].

- 23 juin : le relèvement de l’excise sur le malt à whisky provoque une émeute à Glasgow (Shawfield riot) nécessitant l’intervention de l’armée[2].

## Naissances
- 30 novembre : Miguel de Gálvez y Gallardo, juriste et homme politique espagnol († 14 juillet 1792).